# Ramón Carnicer
Pour les articles homonymes, voir Carnicer et Batlle.
Ramón Carnicer i Batlle est un compositeur et pédagogue espagnol, né à Tàrrega le 24 octobre 1789 et mort à Madrid le 17 mars 1855.

## Biographie
Il est le fils d'un modeste tailleur qui avait eu vingt-sept enfants de deux mariages. Il fut enfant de chœur à la cathédrale d'Urgel puis étudia la musique à Barcelone, sous la direction de Francisco Queralt et de l'organiste et compositeur barcelonais Carlos Baguer. Il séjourna longtemps à Barcelone et, après avoir passé - pour des raisons politiques - quelques années en exil à Londres, où il acquit une certaine notoriété comme compositeur, il fut directeur de la musique de la compagnie d'opéra italien du théâtre Santa Cruz et y fit représenter ses premières œuvres lyriques. En 1828, il fut nommé directeur de la musique de l'Opéra Royal de Madrid et, en 1830, professeur de composition au Conservatoire de Madrid. 
Il écrivit des symphonies, des chansons, de la musique religieuse (2 messes solennelles, 2 Requiem, etc) et 9 opéras de style italien, pour la plupart sur des livrets en langue italienne. Parmi ces ouvrages lyriques qui connurent un très grand succès, citons Adela di Lusignano (1819), Elena e Constantino (1821), Elena e Malvia (1829), Don Giovanni Tenorio (1822), Cristoforo Colombo (1831), Eufemia di Messina (1832), Ismalia ossia morte ed amore (1838), tous sur des livrets de Felice Romani précédemment mis en musique par d'autres compositeurs. En 1833, il dirigea la première exécution du Stabat Mater de Rossini dans l'église madrilène de San Felipe el Real, à la demande du compositeur italien. Carnicer est également l'auteur de la musique de l'hymne national chilien.